# انتخابات الرئاسة الناميبية 1999
انتخابات الرئاسة الناميبية 1999 هي الانتخابات الرئاسية التي جرت في 1 ديسمبر 1999، في ناميبيا، لانتخاب رئيس ناميبيا، فاز بالانتخابات سام نوجوما.